# Byliny (gmina)
Byliny (następnie Boguszyce) – dawna gmina wiejska istniejąca w XIX wieku w guberni piotrkowskiej. Nazwa gminy pochodzi od wsi Byliny, lecz siedzibą władz gminy były Boguszyce.
Za Królestwa Polskiego gmina należała do powiatu rawskiego w guberni piotrkowskiej;  w obu wykazach (1867 i 1868) określana jako gmina Byliny albo Boguszyce. Ostatecznie przyjęto nazwę gmina Boguszyce.